# Олеат марганца
Олеат марганца — химическое соединение,
соль марганца и олеиновой кислоты
с формулой Mn(C17H33COO)2,
тёмно-коричневое аморфное вещество,
не растворяется в воде.

## Получение
- Реакция водного раствора олеата натрия и растворимой соли марганца:

{\displaystyle {\mathsf {Mn(NO_{3})_{2}+2NaC_{17}H_{33}COO\ {\xrightarrow {}}\ Mn(C_{17}H_{33}COO)_{2}\downarrow +2NaNO_{3}}}}

## Физические свойства
Олеат марганца образует тёмно-коричневое аморфное вещество.
Не растворяется в воде, растворяется в растительных маслах, ароматических углеводородах, эфире.

## Применение
- Используется в качестве сиккатива.